# بسیار محترم

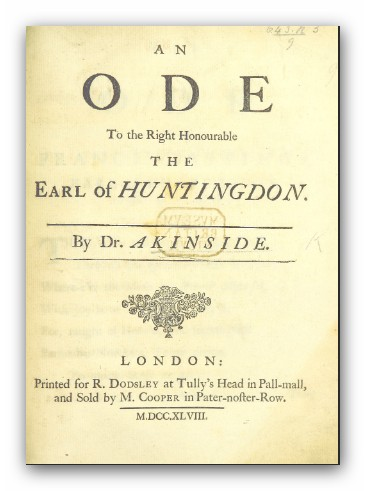
چکامه ای برای اِرلِ هانتینگتون «بسیار محترم»

بسیار محترم (به انگلیسی: The Right Honourable)، عنوانی تجلیلی رسمی و سنت-محور است که به‌طور سنتی به اشخاص و نهادهای جمعی خاصی در بریتانیا پسااستعماری، کانادا، استرالیا، نیوزیلند، برخی دیگر از کشورهای قلمروی همسود، کشورهای انگلیسی‌زبان کارائیب، موریس و گاهی در جاهای دیگر گفته می‌شود.
درست در این زمینه یک قید به معنای «بسیار» یا «کاملاً» است. از نظر دستوری، The Right Honorable یک عبارت صفتی است که اطلاعاتی در مورد یک شخص می‌دهد. به این ترتیب کاربرد آن در خطاب مستقیم یا استفاده از آن به تنهایی به عنوان، «عنوانی» به جای نام صحیح تلقی نمی‌شود. بلکه در سوم شخص همراه با نام یا اسمی که باید اصلاح شود استفاده می‌شود.
Right ممکن است به اختصار Rt و Honorable به Hon. یا هر دو مخفف شود. گاهی به صورت اختصاری نوشته می‌شود، اما همیشه تلفظ می‌شود.
این عنوان انواع مختلفی دارد که برخی از آن‌ها به شرح زیر است:
- محترم
- محترم‌ترین
- شریف‌ترین

## تعاریف
The Right Honorable (مخفف: The Rt Hon. یا variations) یک جایگاه و نشان افتخارآمیز است که به‌طور سنتی برای افراد خاص و ارگان‌های جمعی در بریتانیا، امپراتوری بریتانیا سابق و کشورهای مشترک المنافع اعمال می‌شود. این اصطلاح امروزه عمدتاً به عنوان یک سبک مرتبط با برگزاری برخی از مناصب ارشد دولتی در بریتانیا، کانادا، نیوزیلند و تا حدی استرالیا استفاده می‌شود.